# Match de prestidigitation
Match de prestidigitation je francouzský němý film z roku 1904. Režisérem je Georges Méliès (1861–1938). Film trvá zhruba 2 minuty.
Film byl považován za ztracený do roku 2016, kdy byly nalezeny jeho poslední dvě třetiny v Národním filmovém archivu v Praze.

## Děj
Kouzelník se rozdělí na dva tytéž lidi. Dvojníci předvedou několik triků a znovu se promění v jednu osobu.